# Јутросин
Јутросин (пољ. Jutrosin) град је у Пољској у Војводству великопољском. По подацима из 2012. године број становника у месту је био 1924.

## Становништво
| 2012. |
| ----- |
| 1.924 |